# Atje Keulen-Deelstra
Atje Keulen-Deelstra (Grou, 31 dicembre 1938 – Leeuwarden, 22 febbraio 2013) è stata una pattinatrice di velocità su ghiaccio olandese.

## Palmarès

### Olimpiadi invernali
- Argento a Sapporo 1972 nei 1000 metri.
- Bronzo a Sapporo 1972 nei 1500 metri.
- Bronzo a Sapporo 1972 nei 3000 metri.

### Mondiali - Completi
- Oro a West Allis 1970.
- Oro a Heerenveen 1972.
- Oro a Strömsund 1973.
- Oro a Heerenveen 1974.

### Mondiali - Sprint
- Argento a Oslo 1973.
- Argento a Innsbruck 1974.
- Bronzo a West Allis 1970.

### Europei - Completi
- Oro a Inzell 1972.
- Oro a Brandbu 1973.
- Oro a Almaty 1974.